# Casalino
Casalino là một đô thị ở tỉnh Novara ở vùng Piedmont của Ý, tọa lạc cách 70 km về phía đông bắc của Torino và khoảng 11 km về phía tây nam của Novara. Tại thời điểm ngày 31 tháng 12 năm 2004, đô thị này có dân số 1.469 người và diện tích là 39,6 km².
Casalino giáp các đô thị: Biandrate, Borgo Vercelli, Casalbeltrame, Casalvolone, Confienza, Granozzo con Monticello, Novara, San Pietro Mosezzo, và Vinzaglio.